# Marshallplan

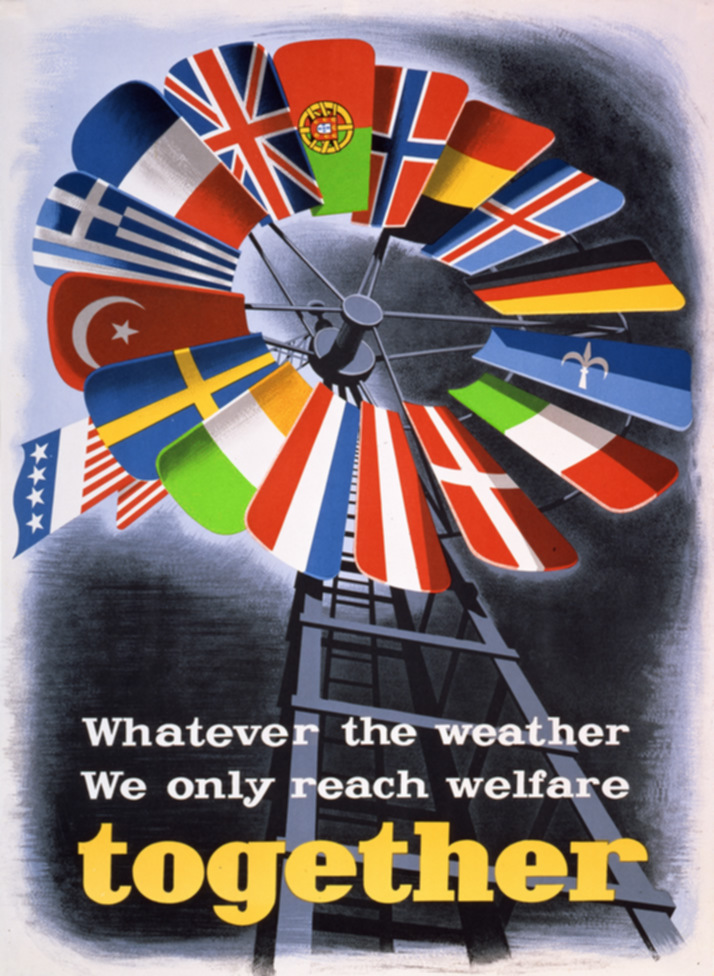
Affiche van Marshallplan

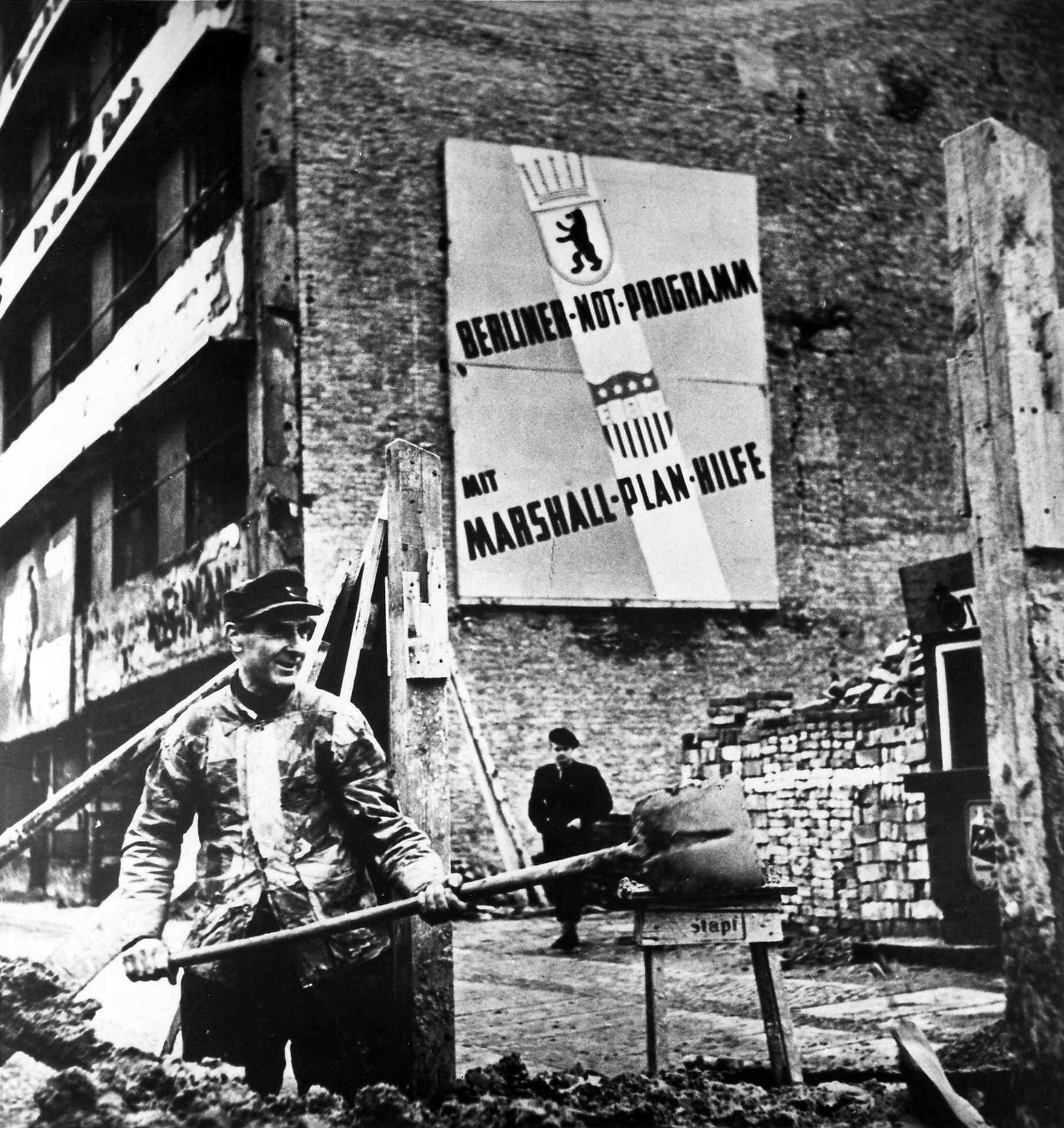
Affiche over verleende Marshallhulp in Duitsland (1947)

Verdeling van de Marshallhulp over de Europese landen

Het Marshallplan was een omvangrijk materieel hulpplan, dat op initiatief van de toenmalige Amerikaanse minister van Buitenlandse Zaken George C. Marshall drie jaar na de Tweede Wereldoorlog in werking trad.
Dit European Recovery Program (ERP) was gericht op de economische wederopbouw van de door de oorlog getroffen landen in Europa. Een belangrijke drijfveer van deze hulp was het vormen van een sterke buffer tegen de expansie van het communisme vanuit de Sovjet-Unie van Stalin. De betrekkingen tussen de Verenigde Staten en de Sovjet-Unie waren namelijk in sneltempo verslechterd en hadden geleid tot de "Trumandoctrine".

## Totstandkoming
Marshall deed het voorstel officieel op 5 juni 1947 in een toespraak aan de Harvard-universiteit in Cambridge, Massachusetts. Hij stelde daarbij de voorwaarde dat de deelnemende landen met een gemeenschappelijk Europees plan zouden komen.
Eind juni organiseerde de Britse minister van Buitenlandse Zaken Bevin in Parijs een driemogendhedenconferentie. De Russische minister Molotov verzette zich tegen het Marshallplan dat hij beschouwde als een 'bedreiging voor de soevereiniteit van de kleine Europese landen.'
Op een conferentie in Parijs, die in juli 1947 plaatsvond, waren zestien Europese landen vertegenwoordigd om het plan te bespreken. Spanje (dat onder Franco formeel neutraal was gebleven) en de Sovjet-Unie waren niet uitgenodigd. Diverse Oost-Europese landen die ook voor hulp en deelname in aanmerking kwamen, namen op last van Stalin niet deel aan de conferentie.
De West-Europese landen stelden in september 1947 samen een economisch herstelplan op dat vervolgens aan de Amerikaanse senaat werd overhandigd.

## Uitvoering
De hulp bestond tussen 1948 en 1952 concreet uit geld, goederen, grondstoffen en levensmiddelen, deels in de vorm van lening, voor het overige als gift. De uitvoering van het plan lag, van 1948 tot 1951, in handen van de Amerikaanse overheidsinstantie Economic Cooperation Administration. Voor veel mensen maakte deze hulp het verschil tussen leven en dood. Uiteindelijk bedroeg de Marshallhulp een totaalwaarde van 12,4 miljard dollar vanuit de Verenigde Staten, wat neerkomt op ongeveer 148 miljard dollar in 2020. Van die 12,4 miljard kwam 1,5 miljard ten goede aan het verwoeste Duitsland, waardoor dit land de oude, waardeloos geworden Reichsmark op 20/21 juli 1948 kon vervangen door de Duitse mark en de lege winkelschappen weer gevuld konden worden.
Ook de andere landen die deelden in de Marshallhulp, kregen hierdoor een belangrijke impuls voor de opbouw van hun industrieën en energievoorziening.
Ten onrechte wordt vaak gedacht dat de economische opleving in West–Europa, die al snel na de Tweede Wereldoorlog ontstond, grotendeels is toe te schrijven aan de Marshallhulp. Eind 1947, dus vóór de uitvoering van het Marshallplan, waren de Britse, Franse en Nederlandse productie alweer op het vooroorlogse niveau. Italië en België volgden eind 1948. In Nederland was tijdens de eerste jaren van de bezetting de industriële productiecapaciteit gegroeid. Na de bevrijding kon deze worden aangewend voor de wederopbouw. Voor Nederland was de Marshallhulp vooral van economisch belang omdat de Amerikaanse deviezentoekenning met name het economisch herstel van West-Duitsland bevorderde, en een aanzet tot effectieve Europese samenwerking was.
Van economisch belang voor de ERP-landen was dat de Marshallhulp hen ertoe aan zette om hun monetair beleid in dienst te stellen van herstel en uitbreiding van de internationale handel en prijsstabiliteit. Deze ontwikkelingen zijn belangrijk geweest voor de verdere Europese economische ontwikkeling na beëindiging van de Marshallhulp.
Van nog groter belang voor de wederopbouw in Nederland waren de financiële voordelen die Nederland aan de soevereiniteitsoverdracht met Indonesië overhield, in totaal meer dan 103 miljard euro.

### Bestedingen
Het Amerikaanse geld werd verdeeld over de diverse landen waarbij de bevolkingsomvang als belangrijke maatstaf bij de verdeling werd meegenomen. Nederland kreeg een bijdrage van 112 dollar en voor België en Luxemburg lag dit rond de 87 dollar per hoofd. Het Verenigd Koninkrijk telde toen 50 miljoen inwoners en kreeg 66 dollar per hoofd. Italië kreeg in totaal iets meer hulp dan Nederland, maar telde in 1950 wel bijna vijfmaal zoveel inwoners als Nederland.
De grote geïndustrialiseerde landen kregen relatief meer geld omdat hun herstel meer dan proportioneel zou bijdragen aan de economische vooruitgang van het hele gebied. De landen die aan de zijde van de Amerikanen hebben meegevochten kregen ook relatief meer in vergelijking tot de neutrale landen en de voormalige Asmogendheden. In de onderstaande tabel zijn de bedragen per land en per jaar opgenomen, de bedragen zijn indicatief want er bestaat geen consensus over de exacte definitie van de Amerikaanse hulp onder dit plan.
| Land                | 1948/49 (US$ miljoen) | 1949/50 (US$ miljoen) | 1950/51 (US$ miljoen) | Cumulatief (US$ miljoen) | Idem aandeel in totaal |
| ------------------- | --------------------- | --------------------- | --------------------- | ------------------------ | ---------------------- |
| België en Luxemburg | 195                   | 222                   | 360                   | 777                      | 6,1%                   |
| Denemarken          | 103                   | 87                    | 195                   | 385                      | 3,0%                   |
| Frankrijk           | 1085                  | 691                   | 520                   | 2296                     | 18,0%                  |
| Griekenland         | 175                   | 156                   | 45                    | 376                      | 3,0%                   |
| IJsland             | 6                     | 22                    | 15                    | 43                       | 0,3%                   |
| Ierland             | 88                    | 45                    | 0                     | 133                      | 1,0%                   |
| Italië & Triëst     | 594                   | 405                   | 205                   | 1204                     | 9,5%                   |
| Nederland           | 471                   | 302                   | 355                   | 1128                     | 8,9%                   |
| Noorwegen           | 82                    | 90                    | 200                   | 372                      | 2,9%                   |
| Oostenrijk          | 232                   | 166                   | 70                    | 468                      | 3,7%                   |
| Portugal            | 0                     | 0                     | 70                    | 70                       | 0,5%                   |
| Turkije             | 28                    | 59                    | 50                    | 137                      | 1,1%                   |
| Verenigd Koninkrijk | 1316                  | 921                   | 1060                  | 3297                     | 25,9%                  |
| West-Duitsland      | 510                   | 438                   | 500                   | 1448                     | 11,4%                  |
| Zweden              | 39                    | 48                    | 260                   | 347                      | 2,7%                   |
| Zwitserland         | 0                     | 0                     | 250                   | 250                      | 2,0%                   |
| Totaal              | 4924                  | 3652                  | 4155                  | 12.731                   | 100%                   |

## Voorwaarden
In Frankrijk en Italië werden duidelijke voorwaarden aan de hulp gesteld. In mei 1947 werden de communisten, onder druk, uit de Franse regering gezet. Een maand later kreeg ook de Italiaanse regering een duidelijk anticommunistisch gezicht. Voor Nederland dreigde de Marshallhulp twee keer voortijdig te eindigen. In 1949 dreigden de Verenigde Staten met het intrekken van de Marshallhulp naar aanleiding van de politionele acties in Nederlands-Indië. Toen de Verenigde Staten in 1950 de Koreaanse Oorlog tegen het communisme begonnen, vroegen ze aan Nederland troepen te sturen. Toen Nederland dit weigerde, dreigde de VS opnieuw de Marshallhulp op te zeggen.